# Dammån-Storån
Dammån-Storån este o arie protejată (arie specială de conservare — SAC, sit de importanță comunitară — SCI) din Suedia întinsă pe o suprafață de 251,69 ha, integral pe uscat.

## Localizare
Centrul sitului Dammån-Storån este situat la coordonatele 63°05′36″N 13°51′52″E / 63.09329°N 13.864451°E.

## Înființare
Situl Dammån-Storån a fost declarat sit de importanță comunitară în mai 2000 pentru a proteja 2 specii de animale. Situl a fost protejat și ca arie specială de conservare în decembrie 2009.

## Biodiversitate
Situată în ecoregiunile alpină și boreală, aria protejată conține 2 habitate naturale: Cursuri de apă de la nivel de câmpie la nivel montan, cu vegetație Ranunculion fluitantis și Callitricho-Batrachion, Râuri de munte și vegetația erbacee de pe malurile acestora.
La baza desemnării sitului se află mai multe specii protejate:
- mamifere (1): vidră de râu (Lutra lutra)
- pești (1): zglăvoacă (Cottus gobio)